# Życie oceanów 3D
Życie oceanów 3D (ang. Deep Sea 3D) – trójwymiarowy amerykańsko-kanadyjski film dokumentalny z 2006 roku, opowiadający o życiu stworzeń mieszkający w głębinach oceanów.
Ekipa pod wodą spędziła 1850 godzin. Film był kręcony przez cały rok, od jesieni 2004 do jesieni 2005
na Hawajach oraz w Meksyku.

## Narratorzy
- Kate Winslet
- Johnny Depp